# VfL Bochum
VfL Bochum njemački je nogometni klub iz Bochuma. Sportsko društvo Bochum je osnovano 1848., a nogometna sekcija unutar društva je osnovana 1911.

## Vanjske poveznice
- Službene klupske stranice
- VfL Bochum na Abseitsu  Arhivirana inačica izvorne stranice od 30. lipnja 2009. (Wayback Machine)